# Alejandra Lazcano
Alejandra Lazcano (Mexikóváros, Mexikó, 1984. december 31. –) mexikói színésznő. Főként telenovellákban szerepel.

## Élete és pályafutása
Karrierjét a TV Azteca csatornánál kezdte. 2004-ben kapta meg első főszerepét Tormenta de Pasiones című telenovellában, Alejandro de la Madrid partnereként. 2007-ben Miamiba költözött, ahol két telenovellát forgatott a Venevisión Internacionalnál. 2009-ben visszatért Mexikóba a TV Azteca csatornához. 2011-ben a Cielo rojo című telenovellában szerepelt Edith González és Mauricio Islas mellett.

## Filmográfia

### Telenovellák
| Év        | Eredeti cím                  | Cím                  | Magyar hang        | Szerep                                                           | TV stúdió  |
| --------- | ---------------------------- | -------------------- | ------------------ | ---------------------------------------------------------------- | ---------- |
| 1998      | Señora                       | Señora               | Nemes Takách Kata  | Fabiola Blanca                                                   | TV Azteca  |
| 1999      | Catalina y Sebastián         |                      |                    | Martina Mendoza                                                  | TV Azteca  |
| 2000–2001 | El amor no es como lo pintan | Másnak tűnő szerelem | Debelka Mária      | Karla                                                            | TV Azteca  |
| 2001      | Como en el cine              | Mint a filmekben     | Vadász Bea         | Sofia Borja                                                      | TV Azteca  |
| 2002      | La duda                      |                      |                    | Graciela                                                         | TV Azteca  |
| 2003      | La hija del jardinero        | A kertész lánya      | Molnár Ilona       | Vanessa Sotomayor                                                | TV Azteca  |
| 2004      | Tormenta de pasiones         |                      |                    | Isabel del Castillo                                              | TV Azteca  |
| 2005      | Corazón partido              |                      |                    | Claudia                                                          | TV Azteca  |
| 2007      | Acorralada                   | Sarokba szorítva     | Kisfalvi Krisztina | Diana Soriano                                                    | Venevision |
| 2008      | Valeria                      |                      |                    | Valeria Hidalgo                                                  | Venevision |
| 2009      | Pobre Diabla                 |                      |                    | Daniela Montenegro Lobo 'La Diabla' / Daniela Lobo de Montenegro | TV Azteca  |
| 2011      | Cielo rojo                   |                      |                    | Daniela Encinas                                                  | TV Azteca  |
| 2012      | A corazón abierto            |                      |                    | Alondra                                                          | TV Azteca  |
| 2015      | Caminos de Guanajuato        |                      |                    | María Clara Portillo                                             |            |
| 2021–2024 | Un día para vivir            |                      |                    | Fabiana                                                          |            |
| 2021–2024 | Un día para vivir            | Zully                |                    |                                                                  |            |
| 2021–2024 | Un día para vivir            | Laura                |                    |                                                                  |            |
| 2022      | Rutas de la vida             |                      |                    | América                                                          |            |
| 2022      | La Reina del Sur             | Dél királynője       |                    | Lina                                                             |            |
| 2023      | Esta historia me suena       |                      |                    | Begoña                                                           |            |
| 2025      | La jefa                      |                      |                    | Verónica Ramos                                                   |            |
| 2025      | Cautiva por amor             |                      |                    | Melina                                                           |            |

### Egyéb
| Év   | Eredeti cím            | Cím          | Szerep         |
| ---- | ---------------------- | ------------ | -------------- |
| 2002 | Vivir así              | Így élünk mi | Andrea         |
| 2002 | La virgen de Guadalupe |              | Jimena de Alba |

## Színház
| Év   | Színház              | Szerep  |
| ---- | -------------------- | ------- |
| 2000 | La Sirenita          | Airle   |
| 1999 | Las Leandras         | Fermina |
|      | El Club De Los Cinco |         |

## Fordítás
- Ez a szócikk részben vagy egészben  az   Alejandra Lazcano című spanyol Wikipédia-szócikk fordításán alapul.  Az eredeti cikk szerkesztőit annak laptörténete sorolja fel. Ez a jelzés csupán a megfogalmazás eredetét és a szerzői jogokat jelzi, nem szolgál a cikkben szereplő információk forrásmegjelöléseként.